# Florence Pazzottu
Florence Pazzottu, née le 9 novembre 1962 à Marseille, est une poète et cinéaste française.

## Biographie
Florence Pazzottu crée en 1995 à Paris avec Christiane Veschambre, et à l’initiative de cette dernière, la revue de poésie contemporaine Petite, qu’elle dirigera ensuite avec Thierry Trani puis avec Isabelle Garron. Le dernier numéro de Petite, un numéro double, 18/19, paraît en 2005. Florence Pazzottu intègre ensuite  à la demande d’Henri Deluy le comité de rédaction de la revue Action poétique. Elle y restera jusqu’à la fin de la revue en 2012 et y publiera, en ouverture de chaque numéro, ce qu’elle nomme une « incise », courts textes relatant la violence d’expulsions d’étrangers en France.
Pour son premier livre dans la collection « Poésie » chez Flammarion en 2002 (in Venant d'où - 4 poètes), elle rassemble sous le titre « Vers ce qui manque » des poèmes écrits pour l'essentiel entre 1982 et 1993. L'espace blanc publié en 2009 par la Maison de la Poésie de Nantes, alors dirigée par Jean-Pascal Dubost, est tiré d'un texte de 1985. Sator... qu'elle publie en 2007 dans la collection "Donc" que Bernard Noël crée chez Cadastre8zéro, avait été écrit, lui, en 1986, ainsi que l'auteure le précise dans une note accompagnant le livre. De même La Place du sujet, qui paraît chez l'Amourier en 2007 avec des photographies de Giney Ayme, est constitué essentiellement de textes a écrits en 1990 et 1991, ainsi que l'expliquera l'auteure dans la présentation de l'ouvrage ou dans divers entretiens comme celui donné à Alain Freixe en mai 2007 et publié dans le numéro 26 de la revue Basilic ou encore à Aline Vannier-Sihvola le 20 juin 2011 à Lahti, en Finlande. Pour ces raisons, le travail d'invention, d'écriture textuelle et filmique de Florence Pazzottu, à la fois protéiforme et d'une assez forte unité (récits, poésie, textes inclassables, films, installations, se répondant ou se prolongeant et souvent même se citant les uns les autres), n'est pas toujours facile à suivre dans sa chronologie. Toutefois, si l'on excepte les ouvrages cités ci-dessus, il apparaît que l'auteure alterne l'écriture de livres de poésie et de récits (dont elle dit elle-même qu'ils forment une trilogie : L'accouchée, La Tête de l’Homme, Le monde est immense et plein de coïncidences).
Publié en 2008 aux éditions du Seuil dans la collection « Déplacements » créée par François Bon, La Tête de l’Homme est mis en scène en janvier 2009 par François Rodinson au Centre dramatique national de Nancy avec l’actrice Marion Bottollier, puis accueilli, dans une version plus courte, en 2010 à la Maison de la Poésie de Paris.
Depuis 2010, Florence Pazzottu réalise également des films de cinéma, dont plusieurs ont été sélectionnés en festivals, notamment au festival international de cinéma de Marseille (FID), et présente des lectures performées ou scénographiées de ses textes, seule ou avec d'autres artistes, par exemple Wilfried Wendling pour le projet « Arkeïon Convergence des multiples » mené par ce dernier, ou Giney Ayme, avec qui elle a présenté de nombreuses propositions, depuis les « Diagonales » (lectures improvisées et filmées, principalement dans la ville de Marseille) jusqu'à « L'hymne à l'Europe universelle (sic) » (lecture publique performée et scénographiée, avec video, clous, hâche, et guitares), ou encore Marie-Christine Soma et Aurélie Leroux. 
Depuis 2017, elle dirige au Vélo Théâtre d'Apt  « Les Cris poétiques »  (fondés en 2005 par le poète-éditeur Jean de Breyne), qui, depuis 2019 ont lieu en partenariat avec le Centre international de poésie de Marseille.
En 2023, le projet "Mina H. contre Dracula" qu'elle mène avec l'artiste-graveur sur bois Olivier Deprez a été lauréat de la bourse Arcane donnée conjointement par l'ADAGP et la SACD.

## Œuvres
De l’écriture de Florence Pazzottu, Richard Blin dans Le Matricule des anges (numéro 62) a avancé qu’elle « se découvre en s’avançant et invente sa raison d'être comme ses repères, sa matérialité comme son jouir », Pierre Hild (Le Matricule des anges, numéro 37 ), la voit comme un « rhizome générateur -régénérateur- de parole » ; Christophe Kantcheff, lui, parle d'« une langue-fleuve secouée de courants violents, une langue-flèche qui cible les sens, déchire les faux-semblants », tandis qu’Alain Nicolas (L’Humanité du 5 mars 2005, « Contre l’impuissance du langage »), écrit : « Le verbe fort et sévère de Florence Pazzottu sait frayer à la parole des brèches par où s'atteint une vie vraie, sensuelle, une ‘ pensée-peau ‘ où se résout l'énigme. Une émotion profonde gagne le lecteur qui aura su entrer dans des textes déconcertants, habités par une pensée rigoureuse et une puissante présence concrète d'un monde très incarné. »
En 2006, Emilio Araúxo lui a consacré un dossier spécial d’Amastra-N-Gallar, et des entretiens ou études critiques ont paru dans : Voix du Basilic (28 entretiens conduits par Alain Freixe), éd. de l’Amourier, 2008 ; Vivre loin de Paris, Michel Gairaud, éd. des petits matins, 2010 ; Énigme-poésie, 27 poètes femmes françaises, John C. Stout, éd. Chiasma, 2010 ; À voix haute, Jan Beatens, Les impressions nouvelles, 2016 ; numéro un de la revue Cri-Cri (Ecrits-Criée), janvier 2019 (entretien avec Hervé Castanet), et, en 2020, pour Diacritik, un entretien avec Pierre Vinclair, « Le cirque du poème, son exigence et sa ruse ».
Certains de ses poèmes, des « attendus » du livre L'inadéquat (le lancer crée le dé) publié en 2005 aux éditions Flammarion, ont été mis en musique par la compositrice Núria Giménez Comas, d'autres par le compositeur Lionel Ginoux.
Son texte Frères numains (Al Dante / Presses du réel) a été performé à Nantes par Adrien Meignan (Compagnie Le chant des pistes), mis en scène et interprété par Manon Brard-Frainais de la Compagnie Vie Rage à Saint-Saturnin sur Loire et au centre culturel du Val de Vray, a été dit par Charline Grand sous la direction de la metteure en scène Maryam Marzouki à l'échangeur Théâtre de Bagnolet le 5 mai 2018, mis en scène par Gaetan Emeraud et interprété par Alain Rault en 2019, et joué à Anglars-Juillac par Aurélia Marceau sous la direction d'Anne Sicco de la Compagnie l'oeil du silence, qui a inscrit le texte à son répertoire.
Interprété par Alvie Bitemo (également co-auteure) et mis en scène par Rachel Dufour (Compagnie Les guêpes rouges de Clermont-Ferrand), le spectacle Stand up / Rester debout et parler, pour lequel l'auteur a écrit Alvie publié par les éditions Commune, a été lauréat du prix humour SACD 2018 dans la catégorie « Création ».

### Biblio-filmographie

#### Livres
- Petite, L'Amourier, 2001[8].
- Vers ce qui manque, in Venant d'où ? 4 poètes, Flammarion, coll. Poésie, 2002
- L'Accouchée, avec une postface d'Alain Badiou, Comp'Act, 2002[13],[14].
- L'Inadéquat (le lancer crée le dé), Flammarion, coll. Poésie, 2005[7],[10].
- Sator, Cadastre8zéro, coll. Donc, 2007.
- La Place du sujet, L'Amourier, coll. Carnets du panier, photographies 2007 Giney Ayme[15],[16].
- La Tête de l'homme, Seuil, coll. Déplacements, 2008[17],[18].
- S’il tranche, Inventaire/Invention, 2008[19].
- L'espace blanc, Gare maritime (maison de la poésie de Nantes), 2009.
- Alors, Flammarion, coll. Poésie, 2011[20],[21].
- Les Heures blanches, Atelier du Grand Tétras, 2013 (nouvelle édition de son premier livre paru chez Manya en 1992, revue et modifiée pour accompagner la création scénique du texte).
- L'hymne à l'Europe universelle (sic), Al Dante, 2015 [22].
- Frères numains, discours aux classes intermédiaires (avec une postface de Bernard Noël), Al Dante , 2016[23],[24]. Réédité aux Presses du réel, juin 2025.
- Alvie (stand-up), éditions Commune, collection l'Orpailleuse, 2018[25].
- Le monde est immense et plein de coïncidences, l'Amourier, 2018 [26],[27].
- J'aime le mot homme et sa distance (cadrage-débordement), LansKine, 2020 [28],[29],[30],[31].
- Le joueur de flûte, avec des encre de Hugues Breton, LansKine, 2022 [32]
- L'Accouchée, avec une postface d'Alain Badiou, premier volume de la collection Poche, LansKine, 2023.
- Fantômes et gens perspicaces, LansKine, novembre 2024.

##### Livres d'artistes
- F. comme faille, livre d'artiste avec Giney Ayme, éditions Rencontre, collection Tête à texte, 2016.

#### En revue
Florence Pazzottu a publié dans les revues (papier ou web) : Le nouvel Écriterres, Banana Split, le Nouveau Recueil, Cornaway, la Polygraphe, Action poétique, Passage d'encres, Incidences, Hiems, Fidel Anthelme X, Écrit(s) du nord, Gare maritime, Amastra-N-Gallar (Galice), Action restreinte, Formes poétiques contemporaines, L'étrangère (Bruxelles), Le Dirigeable (Nijni-Novgorod, Russie), Neige d'août, Inventaire/Invention, Serta (Espagne), Dans la lune, RoToR, Espace(s), le Préau des collines, Il particolare, Dans la lune, N4728, Rewind no 1 (centre d'art La vache qui rit), Espaces, Fanzine (Clermont-Ferrand), Hypérion, Nioques, Teste, Catastrophes (no 1 et 2), Électron libre (Maroc), Cricri, Écrits-Criée (n°1), TEMA (Croatie), POEMA… 

#### En anthologie
- Un certain accent, Bernard Noël, anthologie de poésie contemporaine (Atelier des Brisants, 2002) ;
- 49 poètes, un collectif, par Yves di Manno (Flammarion, 2004) ;
- Anthologie Autres territoires et anthologie de la Biennale des poètes en Val de Marne dirigées par Henri Deluy (2003 et 2004) ;
- 12 poètes, anthologie critique et poétique dirigée par Lionel Destremeau et Emmanuel Laugier, texte écrit sur l'auteure par Isabelle Zribi (éd. prétexte, 2006) ;
- Tacles et coups francs, anthologie de la jeune poésie française composée par François Rannou (la Rivière échappée, 2009) ;
- "Runoilevien naistenkaupunki. Uutta ranskankielistä runoutta" (La cité des poètes femmes. Nouvelle poésie francophone) (Tammi éditions, Finlande, 2010) ;
- Un nouveau monde, Yves di Manno et Isabelle Garron (Flammarion, 2017).

#### Films
- La place du sujet, documentaire de création, 40 min, réalisé par Florence Pazzottu, coproduit par Sotto voce et Alt(r)a voce, 2012. Image Jérôme Dorvault, montage Nicolas Gerber et Florence Pazzottu, mixage Florent Fournier-Sicre. Avec, notamment, le philosophe Alain Badiou et le poète coréen Woul Woun Son. Édité en dvd par Incidences dans la collection « le point sur le i », en 2013 (film en VF suivie d'une version sous-titrée en anglais, The Place of the Subject, pour la réalisation de laquelle l'auteur a bénéficié d'une aide à la diffusion du CG des Bouches-du-Rhône) [33].
- Le Triangle mérite son sommet (5 min, 2014), texte, voix, image et montage Florence Pazzottu, mixage Florent Fournier-Sicre (studio Flopibo). Film sélectionné au festival Cinémaginaire en 2015, aux festivals Un poing c'est court et Ciné-poème en 2016. Il existe une version anglaise (américaine) de ce film intitulée The Triangle Deserves its Summit, avec la voix de Pamela King (texte traduit par Holy Dye, Pamela King et Florence Pazzottu).
- Trivial poème, 20 min, 2017. Poème documentaire tourné à Beyrouth en 2015. Réalisation, texte, image et montage Florence Pazzottu, mixage Florent Fournier-Sicre, production Alt(r)a Voce. Le film a été sélectionné hors compétition par le FID (festival international de cinéma) Marseille 2017 (Ecrans parallèles / Histoires de portrait)[34] , et en compétition au festival international  « Signes de nuit » Paris dans la section « Cinéma transgressif », la même année. Présenté à Actoral (septembre 2017) et au festival « cinéma et poésie » de Porto-Vecchio (janvier 2018). Il existe de ce film une version anglaise intitulée Trivial poem (traduction Marie-Jeanne Locatelli et Florence Pazzottu).
- La pomme chinoise (The Chinese apple), 77 min, juin 2019, réalisation, image, montage, Florence Pazzottu, mixage Florent Fournier-Sicre, production Alt(r)a voce. Film sous-titré en anglais, traduction anglaise Marie-Jeanne Locatelli. Sélection FID Marseille 2019, section « Ecrans parallèles / Histoires de portrait »[35],[36].
- ch..., 19 min, juillet 2020, réalisation, image, texte, montage, Florence Pazzottu, mixage Florent Fournier-Sicre, production Alt(r)a Voce. Film sous-titré en anglais, traduction anglaise Marie-Jeanne Locatelli. Sélection FID Marseille 2019, section « Autres joyaux »[37].
- Un faux roman sur la vie d'Arthur Rimbaud (A Fake Novel about the Life of Arthur Rimbaud), 60 min, juillet 2021. D'après le texte éponyme de Jack Spicer dans la traduction d'Eric Suchère[38]. Réalisation, image, montage Florence Pazzottu, mixage Florent Fournier-Sicre (studio Flopibo), production Alt(r)a Voce. Film sous-titré en anglais/américain (texte original de Spicer et dialogues du film traduits par Marie-jeanne Locatelli). Sélection FID (festival international de cinéma) Marseille 2021, section « Autres joyaux » ("Other Gems")[39].
- continûment occupé des choses de l'amour (ce que Vasari dit de Giorgione), 30', juillet 2022. Réalisation, texte, image, montage Florence Pazzottu, mixage Florent Fournier-Sicre (studio Flopibo), production Alt(r)a Voce. Traduction pour sous-titres anglais Marie-jeanne Locatelli et Pamela King. Sélection officielle FID (festival international de cinéma) Marseille 2022, section « Autres joyaux » ("Other Gems") [40]
- Jour après jour (Day after day), 10', juillet 2025. Avec Juliette Penblanc et Hugues Breton. Réalisation, texte, image, son, montage Florence Pazzottu. Mixage Florent Fournier-Sicre (studio Flopibo). Production Alt(r)a Voce. Sélection officielle FID (festival international de cinéma) Marseille 2025, section « Autres joyaux » ("Other Gems").

#### Scénographies
- La Tête de l'Homme : après la création au Centre dramatique national de Nancy par François Rodinson en 2009, une nouvelle scénographie avec film a été proposée par l'auteur en novembre 2011, aux Rencontres à l'échelle, aux Bancs publics, à Marseille, avec la même actrice, Marion Bottollier[41],.
- Avec la metteure en scène Aurélie Leroux (la Compagnie d'A Côté) et la créatrice-lumière (également metteure en scène) Marie-Christine Soma, Florence Pazzottu a présenté deux étapes d'une création scénique de son livre Les Heures blanches au théâtre des Bernardines, à Marseille, l'une sous le titre « Où dois-je encore monter avec mon désir? » lors du festival les Informelles en juin 2013, l'autre sous le titre « Ne demande pas à ton ombre la charité », à Actoral en octobre 2013. Scénographie-vidéo sur trois écrans de l'auteur. Avec Alain Badiou, Christophe Grégoire, Kolia et Mélisande Dorvault, Aurélie Leroux et Florence Pazzottu[42],[43].
- « De quoi l'amour est-il chute? », performance scénographiée présentée à Videoformes à Clermont-Ferrand, le 17 mars 2016, à la Semaine de la poésie[44]

#### Expositions
- Dialectique de l'amour et du désir, poème en volume (cabine de diffusion pour deux personnes, bâches imprimées avec gribouillis originaux de l'auteur, film de 18 min), présenté à Actoral 13 (Théâtre des Bernardines Marseille) puis à la Jetée, galerie/bar du cinéma les Variétés, à Marseille, du 11 novembre au 17 décembre 2013.
- Exposition (projections et installations), Open poème en sept courts, à la galerie la Traverse, à Marseille, du 21 mars au 12 avril 2014 [45],[46], puis au Vélo Théâtre d'Apt du 19 au 27 mai 2016.
- F. comme faille et Chevrotines exposition à l'Americain Gallery de Marseille, avec Giney Ayme et Julien Blaine, du 4 décembre 2016 au 19 février 2017[47]
- F. comme faille, exposition à quatre mains, avec Giney Ayme, à l'Hôtel d'Astier, Forcalquier, du 15 au 20 avril 2019.